# Isla Moresby
La isla Moresby (en  inglés, Moresby Island) es una isla grande (2.608 km²), una de las dos grandes islas del archipiélago de Haida Gwaii, perteneciente a la provincia de la Columbia Británica, Canadá.
La isla, junto con numerosas islas cercanas más pequeñas e islotes de la parte sur del archipiélago de Haida Gwaii, se define por Statistics Canada como Skeena-Queen Charlotte Regional District Electoral Area E, cuya población era de 460 en el censo de 2001. Casi toda la población reside en la comunidad no incorporada de Sandspit (población 435), localizada en la esquina noreste de Moresby. La superficie total del área electoral es 3,399.39 km². 
Toda la isla, y las islas costeras e islotes próximos, pertenecen al parque nacional Gwaii Haanas y Sitio Patrimonial Haida.
La isla Moresby, por superficie, es la isla 176ª del mundo y la 32ª de Canadá. 

## Historia
La isla fue nombrada en honor del almirante inglés nacido en Calcuta, Fairfax Moresby (1786–1877).